# Josef Frydrych (statkář)
Josef Frydrych, psán také jako Josef Friedrich (30. září 1880 Roprachtice – 22. listopadu 1966 Kyjov), byl správce statků Jana II. z Lichtenštejna a velkostatkář v Žarošicích. Z cizích jazyků výborně ovládal němčinu, dorozuměl se francouzsky a maďarsky.

## Život
Dětství prožil v Roprachticích a ve Vysoké nad Jizerou, vzdělání završil maturitou (1900) na Střední hospodářské škole v Roudnici nad Labem. Nejprve se uplatnil jako hospodářský adjunkt u pana Rieggra – nájemce dvou hospodářských dvorů v Kamenných Žehrovicích a u Augusta Hemerky (1842–1911) – šlechtice ze Stanmíru ve Slaném, jehož hospodářský dvůr již vedl zcela samostatně. Po sedmi měsících ve Slaném u Kladna byl odveden k císařskému a královskému pěšímu pluku č. 28 a do Školy jednoročních dobrovolníků zásobovacího sboru v Budapešti, kterou absolvoval v hodnosti poddůstojníka (1903). Následně pracoval u První české akciové společnosti pro rafinování cukru v Modřanech při správě průhonické; po dvou letech přešel ke správě téže společnosti do Chodova. Výbornou znalost němčiny mj. uplatnil jako hospodářský adjunkt na dvoře v Raffelhofu u Wullersdorfu (1907–1908). Poté byl správcem statků Jana II. z Lichtenštejna v Karlíně, ve Strážovicích a v Žarošicích (1916–1925), kde natrvalo zakotvil. Strážovický i žarošický statek měl od knížete Jana II. v pronájmu Dr.phil. Eduard Seidl von Hohenveldern (1854–1936), vedoucí cukrovaru ve Ždánicích, prezident správní rady cukrovaru v Kelči a společník celé firmy I. Seidl a spol.
V Kyjově se seznámil s Olgou Grňovou (21. dubna 1883 Kyjov – 23. července 1962 Žarošice), se kterou se oženil 21. ledna 1913 v brněnském kostele sv. Tomáše. Z harmonického manželství vzešli dva synové: Josef (1915–1983) a Karel (1916–1978). V roce 1925 koupil žarošický statek spolu s 38 hektary a tzv. Vrchnostenský úřední dům z roku 1699. Ekonomický růst jeho hospodářství zmařil nejprve nástup nacismu. Jako částečné odškodné dostal od UNRRY americký traktor Farmall spolu s pluhem a kultivátorem. V roce 1948 žarošický statek postoupil svému synovi Karlu, v následujících letech byl statek znárodněn.
Za II. světové války poskytl pomoc významnému partyzánovi Josefu Grňovi (1897–1967), zvanému „Vlk“. Pevné přátelství jej pojilo rovněž s akademickým malířem Jano Köhlerem (1873–1941), s historiky Rudolfem Hurtem (1902–1978) a Jakubem Vrbasem (1858–1952), se spisovatelem Antonínem Kolkem (1895–1983), s archivářem Jaroslavem Vlachem (1913–1995); v Žarošicích s kronikáři Josefem Skulínkem (1873–1948) a Václavem Broukalem (1894–1972), s konsistorním radou Františkem Hanzlem (1887–1961), s arciknězem Tomášem Ždánským (1915–1998) aj. Dopisoval si se známými z mnoha evropských zemí i USA. Josef Frydrych patřil k nejvlivnějším osobnostem regionu Slovácka a k respektovaným autoritám své doby. Pochován je na hřbitově v Žarošicích.

## Dílo
Ze studijních let pochází 125 stránkový rukopis Organisace statku čís. pop. 12. ve Vysokém n. Jizerou.
Josef Frydrych používal nejmodernější poznatky v zemědělství i vyspělou techniku. Progresivními zemědělskými přístupy a výbornými výsledky platil za etalon, se kterým se srovnávali sedláci tohoto regionu.
Josef Frydrych nadevše miloval přírodu, vysadil mnoho stromů, pěstoval růže, měl rád rovněž vůni šeříků a fialek. Jezdil na koni, choval lovecké psy. Na penzi se věnoval četbě historických knih, filatelii, numismatice, práci na zahrádce a psaní matrik římskokatolické farnosti Žarošice. Rád poslouchal artificiální hudbu, zvláště Antonína Dvořáka, navštěvoval divadla – od roku 1913 náležel k pravidelným hostům vídeňské opery; podporoval kulturní dění a vlastivědnou činnost v Žarošicích i v okolí. Spolu s chotí jezdil za kulturou i do jihomoravské metropole, osobně se znal s předními umělci brněnské operní scény. Písemně doloženo je přátelství se sopranistkou Olgou Jirákovou (* 1934) z Prahy. Hodnocení divadelních vystoupení či koncertů manželkou Olgou mělo statut oficiální kritiky. Jeho estetický cit byl zřejmý každému návštěvníku Vrchnostenského úředního domu vybaveného starožitným nábytkem, obrazy, keramikou a loveckými trofejemi. Také proto této stavbě Žarošané začali říkat „Zámeček“.